# Leopoldamys ciliatus
Il ratto gigante dalla coda lunga montano della Sonda (Leopoldamys ciliatus  Bonhote, 1900) è un roditore della famiglia dei Muridi, diffuso nella Penisola malese e sull'Isola di Sumatra.

## Descrizione
Roditore di grandi dimensioni, con lunghezza della testa e del corpo tra 215 e 255 mm, la lunghezza della coda tra 300 e 390 mm, la lunghezza del piede tra 45 e 55 mm, la lunghezza delle orecchie tra 25 e 32 mm e un peso fino a 425 g.

La pelliccia è corta e liscia. Le parti superiori sono marrone scuro. Le parti ventrali sono bianche. La linea di demarcazione lungo i fianchi è netta. Le orecchie sono moderatamente lunghe, rotonde e prive di peli. Le vibrisse sono molto lunghe e numerose. Il dorso delle zampe è marrone scuro, talvolta attraversato da una striscia longitudinale bianca. La coda è molto più lunga della testa e del corpo, uniformamente scura, ricoperta di pochi peli corti. Le femmine hanno un paio di mammelle pettorali, un paio post-ascellari e due paia inguinali.

## Biologia

### Comportamento
È una specie terricola e probabilmente anche arboricola.

### Alimentazione
È probabilmente onnivora.

## Distribuzione e habitat
Questa specie è diffusa nelle zone montane della Penisola malese e di Sumatra.
Vive nelle foreste tropicali umide primarie e secondarie sopra i 1.000 metri di altitudine.

## Conservazione
La IUCN Red List, considerato il vasto areale, la presenza in diverse aree protette, la tolleranza al degrado del proprio habitat e la popolazione numerosa, classifica M.ciliatus come specie a rischio minimo (Least Concern).